# Dorthe Holm
Dorthe Elisabeth Holm (Copenhague, 3 de julio de 1972) es una deportista danesa que compitió en curling.
Participó en dos Juegos Olímpicos de Invierno, obteniendo una medalla de plata en Nagano 1998 y el octavo lugar en Turín 2006, en la prueba femenina.
Ganó dos medallas en el Campeonato Mundial de Curling, en los años 1997 y 1998, y seis medallas en el Campeonato Europeo de Curling entre los años 1994 y 2005.

## Palmarés internacional
| Juegos Olímpicos   | Juegos Olímpicos                  | Juegos Olímpicos  | Juegos Olímpicos |
| Año                | Lugar                             | Medalla           | Prueba           |
| ------------------ | --------------------------------- | ----------------- | ---------------- |
| 1998               | Nagano (Japón)                    | Medalla de plata  | Equipo           |
| Campeonato Mundial |                                   |                   |                  |
| Año                | Lugar                             | Medalla           | Prueba           |
| 1997               | Berna (Suiza)                     | Medalla de bronce | Equipo           |
| 1998               | Kamloops (Canadá)                 | Medalla de plata  | Equipo           |
| Campeonato Europeo |                                   |                   |                  |
| Año                | Lugar                             | Medalla           | Prueba           |
| 1994               | Sundsvall (Suecia)                | Medalla de oro    | Equipo           |
| 1997               | Füssen (Alemania)                 | Medalla de plata  | Equipo           |
| 1998               | Flims (Suiza)                     | Medalla de bronce | Equipo           |
| 2002               | Grindelwald (Suiza)               | Medalla de plata  | Equipo           |
| 2003               | Courmayeur (Italia)               | Medalla de bronce | Equipo           |
| 2005               | Garmisch-Partenkirchen (Alemania) | Medalla de bronce | Equipo           |